# Суміда (річка)
Сумі́да або Сумідаґава (яп. 隅田川, すみだがわ, МФА: [sumʲidagawa]) — річка в Східній Японії, на території Кантоської рівнини. Відгалуження річки Ара в районі шлюзу Івабуті. Протікає територією Токіо. Впадає в Токійську затоку. Довжина — 23,5 км.